# Ernest S. W. Bidwell
Ernest Samuel Walmsley Bidwell (* 26. Januar 1923 in Bathurst; † 2007) war gambischer Mediziner.

## Leben
Bidwell studierte Medizin ab 1948 bis 1954 an der King's College Medical School, das zu der Universität Newcastle-upon-Tyne gehört, in England. Nach seiner Rückkehr in den Staatsdienst in Gambia war er für alle medizinischen und gesundheitlichen Aktivitäten in einem großen Gebiet des Protektorats verantwortlich. Er leitete ein Krankenhaus mit 70 Betten, besuchte wöchentlich ländliche Gesundheitszentren und Ambulanzen und leitete eine Tuberkuloseklinik und ein Sanatorium in Bathurst (heute Banjul). 1960 kehrte er für ein einjähriges Aufbaustudium an der London School of Hygiene & Tropical Medicine (DTMH) nach Großbritannien zurück und schloss anschließend ein FRCP in Tropenmedizin (Edinburgh) ab. Bidwell übernahm anschließend 1963 eine Stelle in Ibadan, Westnigeria, wo er als medizinischer Offizier und Verwalter des öffentlichen Gesundheitswesens für die Planung und Durchführung von Tuberkulose-Aktivitäten verantwortlich war. 1968 trat er der Weltgesundheitsorganisation (WHO) als Teamleiter eines Tuberkulose-Feldprojekts in Mali bei und wechselte 1971 als WHO-Programmkoordinator nach Benin. 1974 wurde er zum WHO-Programmkoordinator in Nigeria ernannt. 1977 wurde Bidwell zum Direktor des Programmausschusses des Hauptsitzes in Genf ernannt, wo er bis zu seiner Pensionierung 1983 tätig war. Während dieser Zeit war er maßgeblich an der Konzeptentwicklung der Strategie für die primäre Gesundheitsversorgung beteiligt. Nach seiner Pensionierung engagierte er sich in die Überarbeitung der nationalen Gesundheitspolitik Gambias.
Bidwell war Mitglied der British Medical Association.

## Familie
Bidwell heiratete im September 1956 Bijou Edith Ernestine Bidwell (geb. Bijou Peters) (1927–2014). Sie hatte mit ihm zwei Töchter, Alaphia and Oremie.